# Amtsgericht Neuenhaus

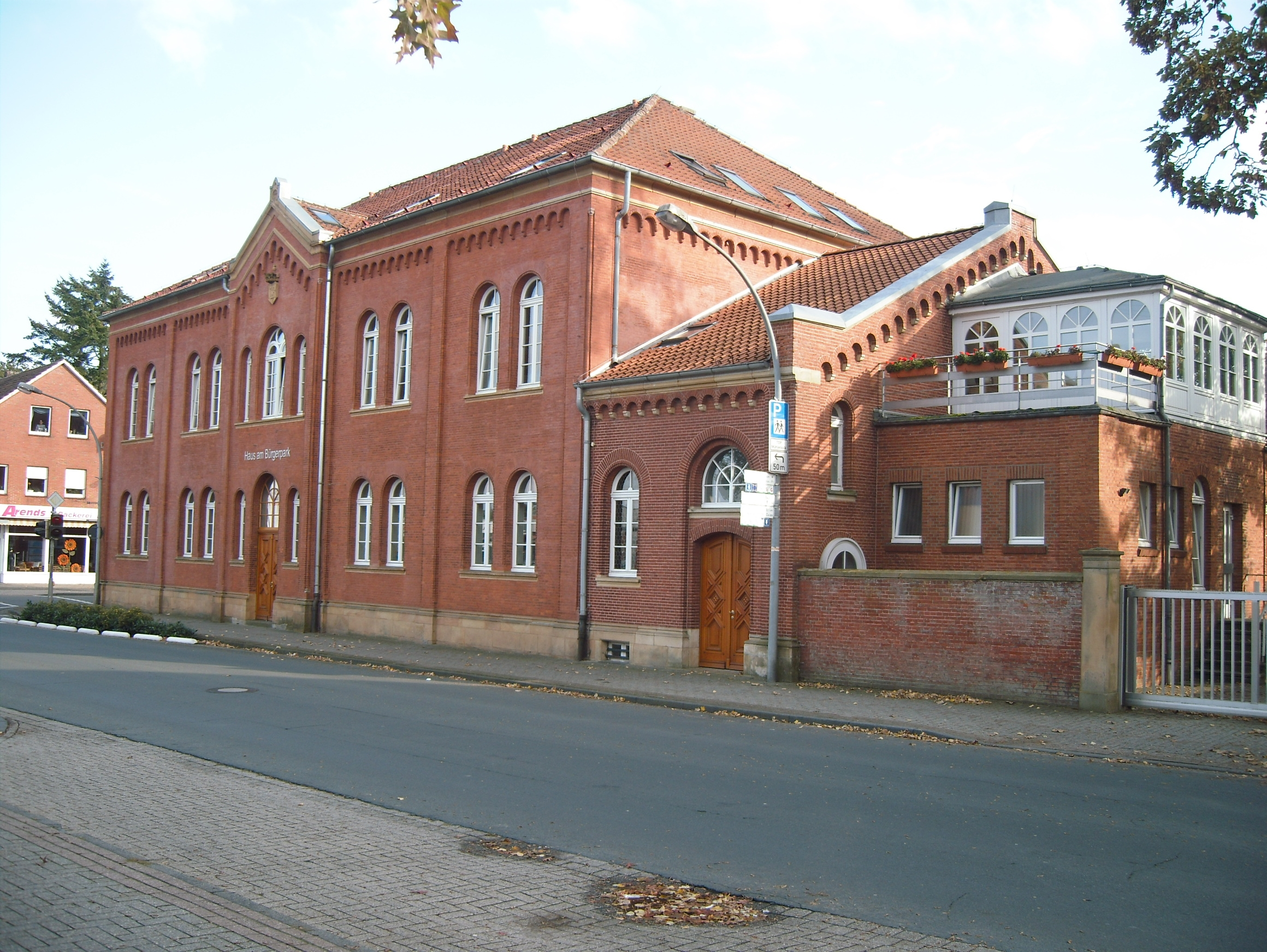
Amtsgerichtsgebäude

Das Amtsgericht Neuenhaus war ein Gericht der ordentlichen Gerichtsbarkeit in Neuenhaus.

## Geschichte
Nach der Revolution von 1848 wurde im Königreich Hannover die Rechtsprechung von der Verwaltung getrennt und die Patrimonialgerichtsbarkeit abgeschafft.
Das Amtsgericht wurde daraufhin mit der Verordnung vom 7. August 1852 die Bildung der Amtsgerichte und unteren Verwaltungsbehörden betreffend als königlich hannoversches Amtsgericht gegründet.
Es umfasste das Amt Neuenhaus.
Das Amtsgericht war dem Obergericht Meppen untergeordnet. Mit der Annexion Hannovers durch Preußen wurde es zu einem preußischen Amtsgericht in der Provinz Hannover.
Mit dem Inkrafttreten des deutschen Gerichtsverfassungsgesetzes am 1. Oktober 1879 wurden reichsweit einheitlich Amts-, Land- und Oberlandesgerichte geschaffen. Das Amtsgericht Neuenhaus blieb bestehe und war nun dem Landgericht Osnabrück nachgeordnet.
Sein Gerichtsbezirk umfasste nun aus dem Landkreis Lingen das Amt Neuenhaus. Am Gericht bestanden 1880 zwei Richterstellen. Das Amtsgericht war damit ein mittelgroßes Amtsgericht im Landgerichtsbezirk. Gerichtstage wurden in Emlichheim und Nordhorn gehalten.
Im Jahre 1955 verlor das Gericht einen Teil seines Bezirks an das neu gegründete Amtsgericht Nordhorn. 1973 kam es im Rahmen der bevorstehenden niedersächsischen Kreisgebietsreform auch zu begleitenden Änderungen im Justizbereich; mit dem Zweiten Gesetz zur Aufhebung kleiner Amtsgerichte vom 7. März 1973 wurden die Amtsgerichte in Neuenhaus und Bad Bentheim aufgelöst. Das Amtsgericht Nordhorn war nunmehr das einzige Amtsgericht im Landkreis.

## Amtsgerichtsgebäude
Das ehemalige Amtsgerichtsgebäude wird heute als Pflegeeinrichtung Haus am Bürgerpark genutzt.